# Atractodes tibialis
Atractodes tibialis är en stekelart som beskrevs av Forster 1876. Atractodes tibialis ingår i släktet Atractodes och familjen brokparasitsteklar. Inga underarter finns listade.